# Книга джунглей: История Маугли
«Книга джунглей: История Маугли» (англ. The Jungle Book: Mowgli's Story) — игровой фильм 1998 года. Является третьей экранизацией истории Маугли от Disney.
Фильм вышел сразу на видеоносителях 28 сентября 1998 года.

## Сюжет
Когда на деревню, в которой проживал Маугли, напал злобный тигр Шер-Хан, мальчик, убегая от хищника, потерялся в джунглях. К счастью, его приютили добрые волки, которые защитили ребёнка от Шер-Хана. Также Маугли познакомился с медведем Балу и чёрной пантерой Багирой, ставшими ему впоследствии наставниками.

## Актёры
| Актёр              | Персонаж             |
| ------------------ | -------------------- |
| Брэндон Бэйкер     | Маугли               |
| Фред Сэвидж        | повзрослевший Маугли |
| Брайан Дойл-Мюррей | медведь Балу         |
| Эрта Китт          | пантера Багира       |
| Шерман Ховард      | тигр Шер-Хан         |
| Клэнси Браун       | волк Акела           |
| Пери Гилпин        | волчица Ракша        |
| Стивен Тоболовски  | гиена Табаки         |
| Марти Инджелс      | слон Хатхи           |
| Кэти Наджими       | коршун Чиль          |

Брайан Дойл-Мюррей, озвучивший Балу, является старшим братом актёра Билла Мюррея, который позднее озвучил Балу в экранизации 2016 года.

## Критика
На сайте-агрегаторе рецензий Rotten Tomatoes фильм имеет всего одну рецензию критика с оценкой 2/5. Трейси Мур из Common Sense Media в ней написала: «Данное продолжение „Книги джунглей“ в формате игрового кино немного неуклюжее: джунгли кажутся скорее глушью, нежели тропическим лесом, а животные разговаривают, но их рты не двигаются». Зак Джонсон из E! News в своей рецензии также обратил внимание на животных, не открывающих при разговоре рта, и раскритиковал юмор картины.